# 宮津市清め塩啓発問題
宮津市清め塩啓発問題（みやづしきよめしおけいはつもんだい）とは、2006年（平成18年）4月に発覚した行政による民間習俗干渉事件。

## 騒動の概要
京都府宮津市は、2005年（平成17年）6月から市の広報誌に「人権の小窓」というコラムを掲載し、清め塩の慣習を否定する主張を展開した。この年の秋には、同趣旨のチラシを市内全戸に配付し、更に火葬申告のために市役所を訪れた市民に対して、清め塩をやめるよう指導したという。
2006年（平成18年）4月29日付の産経新聞に報道されたことにより、宮津市のみならず全国から、下記のような厳しい非難を浴びることになった。
- 「行政は慣習に口を出すべきでない」
- 「清め塩を否定する宗教の教義に基づく行動であり、市のやり方は政教分離に反する」

5月2日になり、宮津市は急遽チラシの配付をやめ、「見直し」をするとのコメントを発表した。
- 産経新聞が問題提議をしたが、宮津市では清め塩の風習は復活する事はなくそのまま消滅した。

## 政治的背景
清め塩を人権問題と結びつけ「差別」とする考え方は、主に浄土真宗や部落解放同盟に見られる思想であるため、特定宗教や政治団体の思想を市民に強制するものだと批判を浴びた。